# 自然科学書協会
一般社団法人自然科学書協会（しぜんかがくしょきょうかい、The Natural Science Publishers’ Association of Japan）は、理学・工学・農学・医学・家政学の専門出版社で構成する業界団体。略称「NSPA」。

## 概要
専門出版社の業界団体のなかでも戦後最も早い時期、1946年に設立。その後の日本書籍出版協会の設立にも尽力。出版者著作権管理機構に参加。学校その他の教育機関で著作物をコピーする場合のガイドラインなど様々な指針を提示して、著作権保護の活動に取り組んでいる。

## 沿革
- 1946年11月28日、自然科学書協会設立[1]。
- 1948年10月25日、自然科学書総目録発行[1]。
- 1951年9月7日、「社団法人」として正式認可[1]。
- 1988年6月8日、英文の協会概要・会員名簿を発行[1]。

## 注
1. 1 2 3 4  沿革自然科学書協会サイト内